# Filley
Filley est un village du Comté de Gage dans l'état du Nebraska aux États-Unis.

## Démographie
Sa population est de 132 habitants en 2010, parmi lesquels se trouvent 99,2 % de personnes blanches et 0,8 % d'amérindiens.